# Rue de la Soie
Rue de la Soie est un roman de Régine Deforges paru en 1994. Il est le cinquième tome de la saga commencée avec La Bicyclette bleue.

## Résumé
Au retour de son périple argentin, Léa Delmas se marie avec François Tavernier dont elle est enceinte. Au lendemain de la cérémonie, François est convoqué par le président de la République Vincent Auriol qui le charge officieusement de rentrer en contact avec le président vietnamien Hô Chi Minh, pour tenter de rétablir la paix.
Pour échapper à d'anciens nazis, Léa part rejoindre son mari. François a réussi à rencontrer "l'oncle Hô", après avoir passé toutes les épreuves qui l'en empêchait. Malgré son désir de sauver son pays d'enfance de la guerre qui l'attend, il constate que le temps des paroles est passé.
Léa est hébergée à Hanoi par la famille avec qui François a grandi. Alors que celui-ci voyage avec l'armée française sur la RC 4, il est fait prisonnier par le Viêt-minh avant de pouvoir s'enfuir...